# San Nicandro Garganico
San Nicandro Garganico là một đô thị thuộc tỉnh Foggia trong vùng des Puglia. San Nicandro Garganico có diện tích 172 km2, dân số 17.537 người.
Đô thị này giáp với các đô thị sau: 
Apricena, Cagnano Varano, Lesina, Poggio Imperiale, San Marco in Lamis.